# William B. Jordan

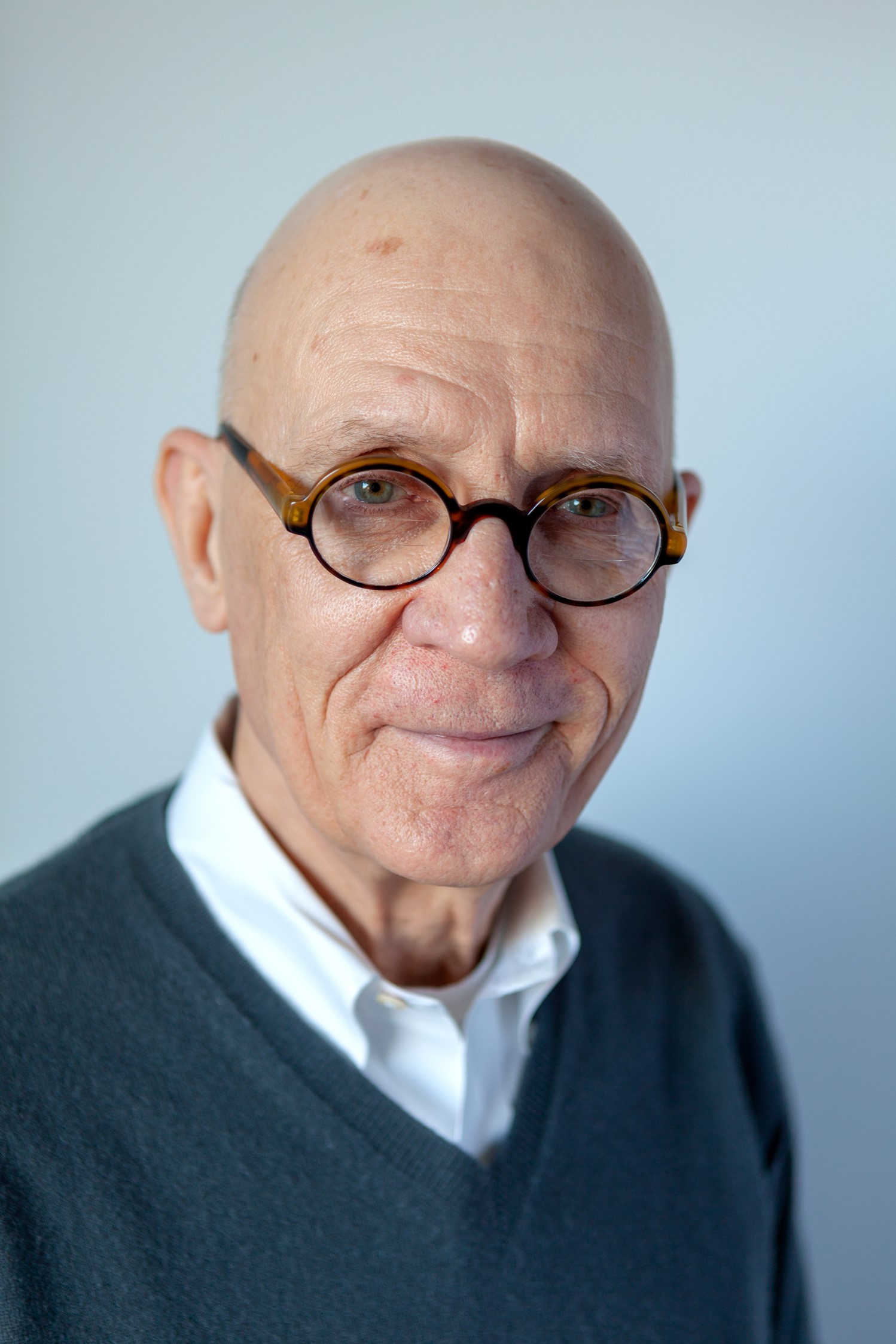
William B. Jordan, Anfang der 2010er-Jahre.

William B. Jordan  (* 1940 in Nashville; † 22. Januar 2018 in Dallas) war ein US-amerikanischer Kunsthistoriker, der als ein Experte für die spanische Malerei der ersten Hälfte des 17. Jahrhunderts galt. Schwerpunkte seiner Arbeit waren das Stillleben und das Werk von Juan van der Hamen y León.

## Leben
Jordan studierte Kunstgeschichte am Institute of Fine Arts der New York University, wo er 1967 promoviert wurde. Hier brachte ihm José López-Rey die spanische Malerei näher. Bereits 1965 war Jordan der Gründungsdirektor des Meadows Museums an der Southern Methodist University in Dallas, dessen Sammlung er zu einer der wichtigsten Sammlungen spanischer Kunst in den USA ausbaute. Von 1981 bis 1990 war er stellvertretender Direktor des Kimbell Art Museum in Fort Worth. Er war Mitglied des Board of Directors der Chinati Foundation. Zudem war er Mitglied des Board of Trustees des Nasher Sculpture Center in Dallas.
Seit den 1960er-Jahren beschäftigte sich William B. Jordan mit Juan van der Hamen y León. Mit seiner zweibändigen Dissertation aus dem Jahr 1967 legte er eine frühe Monographie zu diesem Maler vor. Diese ist aber nur in wenigen großen Kunstbibliotheken verfügbar. In dieser Publikation erweiterte er die Erkenntnisse zu Juan van der Hamen und benannte etwa erstmals dessen dreistufigen Kompositionstypus. Für seine Dissertation wertete er neue Archivquellen aus, die es ihm ermöglichten, erstmals eine umfassende Biographie zu van der Hamen anzubieten. In der Folge unternahm William B. Jordan mehrere Spanienaufenthalte, um eine weitere, umfangreichere Monographie zu Juan van der Hamen y León zu publizieren. Dieses Projekt konnte jedoch nicht abgeschlossen werden. Er kuratierte jedoch mehrere Ausstellungen zu ihm und konnte in den zugehörigen Publikationen die Kenntnisse zu van der Hamen aktualisieren. So organisierte Jordan die Schau „Spanish Stil Life in the Golden Age 1600-1650“ im Kimbell Art Museum in Fort Worth im Jahr 1985 und war am Katalog zu „Spanish Still Life from Velázquez to Goya“ in der National Gallery in London im Jahr 1995 beteiligt. Jordan kuratierte mit „Juan van der Hamen y León and the Court of Madrid“, die 2005 und 2006 in Madrid und Dallas zu sehen war, die erste monographische Ausstellung zu diesem Künstler. Er zeigte erstmals van der Hamen y Leóns Schaffen als Historienmaler und Porträtist gleichberechtigt neben den Stillleben und diskutierte einige Werke, die er van der Hamen zuschreibt. Der anlässlich dieser Ausstellung von ihm verfasste Katalog ist die neueste Monographie zu Juan van der Hamen y León. William B. Jordan verfolgte weiterhin das Projekt eines Werkverzeichnisses.
William B. Jordan beschäftigte sich aber auch mit anderen spanischen Künstlern der ersten Hälfte des 17. Jahrhunderts. So war er Mitorganisator der Ausstellung „El Greco of Toledo“, die 1982 in der National Gallery of Art in Washington, D.C. und weiteren Museen gezeigt wurde. Er wurde zudem als Experte herangezogen wie etwa beim Erwerb eines El Grecos und eines Sánchez Cotáns durch das San Diego Museum of Art im Jahr 1990.

## Publikationen
- Juan van der Hamen y León, a Madrillenian still-life painter. 2 Bände, Dissertation New York University 1967, University Microfilm International, Ann Arbor.
- Spanish Still Life Painting in the Golden Age, 1600-1650. Kimbell Art Museum, Fort Worth 1985. ISBN 978-0-912804-19-4.
- La imitación de la naturaleza: los bodegones de Sánchez Cotán. Museo del Prado, Madrid 1992. ISBN 978-84-87317-20-0.
- zusammen mit Peter Cherry: Spanish Still-Life from Velázquez to Goya. National Gallery, London 1995. ISBN 978-1-85709-064-2.
- An Eye on Nature: Spanish Still-Life Paintings from Sánchez Cotán to Goya. Matthiesen Fine Art, London 1997. ISBN 978-88-422-0758-0.
- La aparacion de la Inmaculada a San Francisco de Juan van der Hamen del Convento de Santa Isabel de los Reyes de Toledo. Área de Comunicación e Imagen BBVA, Toledo 2004.
- Juan van der Hamen y León & The Court of Madrid. Yale University Press, New Haven 2005. ISBN 0-300-11318-8.